# Metapenaeopsis kyushuensis
Metapenaeopsis kyushuensis is een tienpotigensoort uit de familie van de Penaeidae. De wetenschappelijke naam van de soort is voor het eerst geldig gepubliceerd in 1933 door Yokoya.